# Софроницкая, Вивиана Владимировна
Вивиа́на Влади́мировна Софрони́цкая (1960) — русско-канадская пианистка. Дочь Софроницкого Владимира Владимировича.

## Биография
Родилась в Москве в 1960 г. Дочь  В. В. Софроницкого и пианистки Валентины Николаевны Душиновой (1921—1964). Училась в Центральной музыкальной школе, окончила Московскую консерваторию как пианистка (класс М. Фёдоровой) и как органистка (класс Н. Гуреевой-Ведерниковой). После аспирантуры работала солисткой-органисткой Белорусской филармонии в Полоцке. Работала клавесинисткой и органисткой в ансамбле старинной музыки «Мадригал» под управлением Алексея Любимова и в ансамбле «Академия старинной музыки» под управлением Любимова и Татьяны Гринденко. Одновременно давала сольные концерты в Москве, Ленинграде, Киеве, Минске, Свердловске и т. д.
В 1989 году уехала в США. В Оберлинском колледже изучала старинную музыку. В 1990 году переехала в Канаду, где стала активно гастролировать и записываться в студии. С 1994 года гражданка Канады. В 1999 году получила диплом по классу клавесина и исторического фортепиано в Королевской Консерватории в Гааге. С 2001 года проживает в Чехии. Муж — Пол МакНалти, известный в мире изготовитель и реставратор старинных фортепиано различных эпох.
Вивиана гастролирует и выступает по всему миру с уникальными инструментами, сделанными её супругом Полом МакНалти, по образцам Stein 1788, Walter 1792, Graf 1819, Pleyel 1830.
В 1999 году получила первое место и приз за лучшее исполнение на конкурсе «Bach Tage Berlin» в Германии, в том же году заняла первое место на конкурсе «Musica Antiqua — Festival van Vlaanderen» в Бельгии.
Постоянная участница международных музыкальных фестивалей — «Utrecht Oude Muziek Festival» и Muziek Netwerk" (Нидерланды), «Leipzig Bach Festival» (Германия), «Klang& Raum Music Festival», (Ирзе Германия), «Festival van Vlaanderen» (Бельгия), «Brugge Early Music festival» (Бельгия), «Berliner Tage für Alte Music» (Германия), «Bratislava Hammerklavier Festival» (Словакия), «Mozart Festival Warsaw» (Польша), «Chopin Festival» (Польша), «Tage Alter Musik» (Оснабрюк, Германия), «Midis-Minimes» (Бельгия), «Oslo Chamber Music Festival» (Осло, Норвегия), «Vendsyssel Festival» (Дания), «Piano Folia Festival» (Le Touquet Франция), «Printemps des Arts» (Нант, Франция) и других.
Ей были посвящены статьи в журналах Audiophile Audition, обзор на MusicWeb International и др. Выступает на радио в Германии, Франции, Бельгии, Дании, США и Канадe.

## Дискография
- W.A. Mozart-11CD box. The first world complete works for piano and orchestra performed on original instruments. Fortepiano: Viviana Sofronitsky Orchestra: Musicae Antiquae Collegium Varsoviense «Pro Musica Camerata» Poland. Реплика рояля Вальтер от Пола Макналти.
- Felix Mendelssohn-Complete works for cello and fortepiano. Fortepiano: Viviana Sofronitsky, Violoncello: Sergei Istomin, «Passacaille Musica Vera» Belgium.
- Francizsek Lessel Works for Piano and Orchestra. Fortepiano: Viviana Sofronitsky, Orchestra: Musicae Antiquae Collegium Varsoviense «Pro Musica Camerata» Poland.
- Beethoven, Hummel, Neuling. Works for fortepiano and mandolin. Fortepiano: Viviana Sofronitsky, Mandolin: Richard Walz «Globe» the Netherlands.
- Ludwig van Beethoven-Trios for clarinet, violoncello and fortepiano op.11 and op.38 Viviana Sofronitsky with «Die Gassenhauer». Fortepiano: Viviana Sofronitsky, Clarinet: Susanne Ehrhard, Violoncello: Pavel Serbin, «Suoni e colori» France.
- Fryderyk Chopin: Complete works for cello and piano with Sergei Istomin, Passacaille. Реплики роялей Конрад Граф и Плейель от Пола Макналти.
- Franz Schubert: Wanderer-Fantasie op. 15, Impromptus op. 142 and 90. AVI Music, Germany.
- Johann Ladislaus Dussek: Sonatas Op.9 and Op.75. Brilliant Classics, Netherlands.